# (464) Megaira
Megaira és el nom que rep l'Asteroide número 464 del cinturó d'asteroides. Fou descobert per l'astrònom Max Wolf el 9 de gener del 1901 des de l'Observatori de Heidelberg-Königstuhl, a Heidelberg (Alemanya).
El seu nom provisional era 1901 FV.